# Parcours de la reconnaissance

Parcours de la reconnaissance est une des dernières œuvres du philosophe français Paul Ricœur. Elle est issue de trois conférences données à l'Institut für die Wissenschaften vom Menschen de Vienne puis au Centre des Archives Husserl à Vienne. Retravaillée à partir de la version française, elle est publiée en 2004 chez Stock. 
Ricœur analyse dans cet ouvrage la notion de « reconnaissance » qui traverse son œuvre philosophique. Il revisite la polysémie de l'entrée « reconnaissance » du Grand Robert et établit une progression tripartite du sens actif vers le sens passif: reconnaissance d'un objet (objectivité), reconnaissance de soi-même (subjectivité) et enfin reconnaissance mutuelle (intersubjectivité). Il utilise dans chaque partie une méthode qu'il nomme « généalogique », à savoir la « considération de la chaîne d'« événements de pensée » » [p243] qui amènent aux problématiques contemporaines. Il a donc largement recours aux philosophes classiques (Descartes, Kant, Hegel...) qu'il s'efforce de mettre en système sur sa problématique, mais consacre également une partie importante de l'ouvrage à faire dialoguer les philosophes contemporains aux thématiques apparentées.

## Résumé

### Première étude. La reconnaissance comme identification
Reconnaître, c'est d'abord distinguer. Chez Descartes, reconnaître, c'est  recevoir pour vrai, distinguer le même de l'autre. Kant emploie le terme de Rekognition; il continue cette philosophie moderne de la maîtrise du sens par le sujet en donnant au temps la forme du sens interne (Cadre a priori de la sensibilité); avec lui,  les objets comme phénomènes se règlent sur notre mode de représentation. 
La ruine de la représentation suit la période moderne; avec Husserl et les philosophes de l'être-au-monde, le monde est constituant et non pas seulement constitué. Alors que Kant s'efforçait de répondre à l'objection du changement comme preuve de l'existence d'un temps réel, ils vont s'efforcer de penser à partir de ce temps non-formel, au risque de ces expériences limites où le changement affecte tant les choses et les êtres qu'ils en deviennent méconnaissables.

### Deuxième étude. Se reconnaître soi-même
La question de la responsabilité des actes apparaît bien plus tôt qu'on ne le croit, dès l'Illiade (Bernard Williams), et les intuitions grecques seront récapitulées dans l'Ethique à Nicomaque d'Aristote, mais n'iront pas jusqu'à la conscience de soi réflexive (ipséité) que portera au jour la conscience moderne. Cette réflexivité n'aura pourtant que peu de développement dans la philosophie pratique: on ne s'intéressera à la conscience de soi qu'en morale et dans le domaine de la justice. Il faut donc s'intéresser à l'origine des actes, dans un sens large, établir une « phénoménologie de l'homme capable »: 
De quoi suis-je donc capable? Je peux dire (Austin), je peux faire (quoique Kant refusât de distinguer entre « quelque chose arrive » et « je fais arriver quelque chose ») , je peux raconter et me raconter (narratologie, MacIntyre) .Je suis capable de deux opérations centrales: me souvenir et promettre. La mémoire, après avoir été étudiée d'après son objet (Aristote, l'associationnisme, Husserl) est devenue partie prenante de la conscience personnelle (Saint Augustin), Locke réduisant même l'identité à la mémoire: tout n'est plus que mémoire et conscience. C'est Bergson dans son Matière et mémoire qui conjugue la question de la mémoire et de la reconnaissance de soi. Il y revient à l'idée d'une mémoire indestructible (développée également par la psychanalyse) qui se constituerait dans le présent même et s'auto-conserverait dans la durée.
De quoi sommes-nous capables? Amartya Sen partant d'études strictement économiques en arrive à la conclusion que:  « l'action d'une personne peut très bien répondre à des considérations qui ne relèvent pas – ou du moins pas entièrement – de son propre bien-être » (cité p226). C'est là la possibilité d'une action non égoïste, véritablement sociale. Ce point introduit ainsi à la reconnaissance mutuelle:

### Troisième étude. La reconnaissance mutuelle
Pour introduire ces catégories, les cheminements de Husserl (Cinquième Méditation cartésienne) et de Lévinas tracent deux extrêmes: chez Husserl, la phénoménologie le conduit à un solipsisme dont il tentera de sortir en imaginant une communauté des êtres percevant; à l'opposé, Lévinas part de l'altérité pour définir le moi, au risque de la dissolution du moi dans l'autre. Entre ces deux pensées, comment penser une reconnaissance mutuelle?
Hobbes place la volonté de reconnaissance au même niveau que la peur de l'état de nature: La reconnaissance découle chez Hobbes de la peur de la mort, mais est marquée par « l'absence d'une dimension d'altérité » [p269] : on se démet de ses droits pour préserver son pouvoir propre.
Hegel, et son concept d' Anerkennung développé dans les écrits de Iéna (1801-1807), réagit contre  cette tradition. À travers les conflits (maître et esclave), les hommes réussissent à se reconnaître mutuellement et à organiser des institutions pour préserver ces acquis de la reconnaissance. Finalement, c'est l'État qui en est le garant, et ce sont moins les hommes qui se reconnaissent mutuellement que l'Esprit qui se contemple lui-même, mais cette idée d'une reconnaissance qui s'acquiert dans la lutte a marqué le vocabulaire (« reconnaissance des droits, des minorités etc ») et la pensée contemporains (Axel Honneth, La Lutte pour la reconnaissance), dans la famille, la loi ou les relations sociales. On peut ainsi citer des sphères sociales où l'on peut être reconnu: cité de l'inspiration, cité de l'opinion, cité domestique, cité civique, cité marchande, cité industrielle (Luc Boltanski).
La question de la reconnaissance mutuelle cependant ne peut être réduite à la lutte pour la reconnaissance. Ainsi le don cérémoniel met fin à une lutte où chacun monnaye ses concessions. Donner, recevoir et rendre n'est pas la forme déguisée d'un échange quasi-marchand, comme le supposait Lévi-Strauss critiquant l'essai de Marcel Mauss (Marcel Hénaff) : il n'y a pas de délai, pas de prix fixé, pas d'aspect ordinaire et quotidien; l'objet donné n'a pas de valeur en soi; il est le symbole d'une relation qui s'établit. Il existe donc des « états de paix » où cette reconnaissance mutuelle semble non seulement recherchée, mais effective et vécue.